# Harold & Kumar Go to White Castle
Harold & Kumar Go to White Castle (estrenada en algunos países como Harold and Kumar get the Munchies o American High, en España como Dos colgaos muy fumaos, en Hispanoamérica como Harold y Kumar van a White Castle) es una película de tipo comedia que fue estrenada en el año 2004. El argumento se centra alrededor de dos personajes, quienes deciden ir al restaurante de comidas rápidas White Castle (Castillo Blanco) después de fumar marihuana, para encontrarse con una serie de cómicas aventuras.
El filme fue escrito por Jon Hurwitz y Hayden Schlossberg, y dirigida por Danny Leiner. Es protagonizada por Kal Penn y John Cho, con apariciones de Paula Garcés, Anthony Anderson, Dan Bochart, Ethan Embry, Jamie Kennedy, Bobby Lee, Christopher Meloni, Malin Akerman, Ryan Reynolds, Shaun Majumder, David Krumholtz, Eddie Kaye Thomas y Neil Patrick Harris (quien no se interpreta a sí mismo, pero hace una exagerada versión de él - en los créditos no aparece como él mismo sino como interpretando a "Neil Patrick Harris"). La película fue bastante bien recibida por las críticas, y su segunda parte Harold & Kumar Escape from Guantanamo Bay es la continuación de la primera, se estrenó el 25 de abril de 2008.

## Argumento
Harold Lee trabaja en el mundo financiero y dos de sus compañeros le encargan terminar algunos archivos importantes durante el fin de semana para así ellos salir con algunas prostitutas. Kumar Patel, su mejor amigo y compañero de piso, está siendo entrevistado para su admisión en la escuela de medicina. Harold lo llama y Kumar le cuenta que se irá a fumar marihuana así Harold quiera o no. El entrevistador escucha toda la conversación e inmediatamente rechaza su admisión a Kumar.
Más tarde, cuando Harold regresa a su apartamento, empieza a ser agredido por un grupo de hombres que normalmente la pasan en las calles de su vecindario. Cuando sube al ascensor se encuentra con María, la mujer de sus sueños. Después de soportar un torpe recorrido en el ascensor, Harold llega a su casa. Allí encuentra a Kumar cortando sus vellos púbicos con las tijeras para la nariz de Harold. Harold y Kumar fuman marihuana y ven televisión, donde ven un comercial de White Castle y tienen la idea de ir hasta allí y comprarse un par de hamburguesas. Así deciden ir hasta el White Castle más cercano a Nuevo Brunswick (Nueva Jersey). Antes de irse, Harold y Kumar visitan a dos amigos judíos quienes viven en el piso de abajo, Rosenberg y Goldstein, quienes rechazan la oferta de ir con ellos puesto que están viendo The Gift y quieren ver el pecho de Katie Holmes. Mientras conducen en el Garden State Parkway, la máquina no acepta las monedas que Kumar ha puesto. Siendo acosados por los carros detrás de ellos, Kumar golpea la máquina y Harold, paranoico de que los policías los capturaran, tira los dos últimos cigarros fuera del carro. Finalmente toman un desvío hacia Newark, Nueva Jersey. Harold y Kumar ven un par de hombres jóvenes que parece como si fueran a golpearlos. Harold y Kumar llegan al restaurante para descubrir que ha sido cerrado. El White Castle ha sido reemplazado por otro restaurante de comidas rápidas, el cual usa semen de animales en sus salsas especiales. Uno de los empleados (Anthony Anderson) les comenta que hay otro White Castle a 45 minutos de distancia en Cherry Hill, Nueva Jersey, así que finalmente deciden ir allí.
Ellos paran en la Universidad de Princeton (Nueva Jersey) y visitan a una amiga de Harold, Cyndi Kim, para quien Harold ha sido el invitado de honor en su reunión del Club de Estudiantes de Asia Oriental. Kumar busca alguien que venda marihuana, hasta encontrarse con un "hippie" usurero que cobra un precio excéntrico. Kumar ve dos chicas británicas, quienes le dicen que se encontrarán con él en 20 minutos para fumar hierba. El corre hacia Harold, alejándolo de Cyndi. Cuando encienden un cigarrillo en un callejón, tienen que correr pues la policía de la Universidad se acerca y sew esconden en el baño de las chicas. Las dos chicas entran al baño, y Kumar y Harold se meten juntos a un cubículo. Los muchachos escuchan como ellas juegan "Battleshits", donde cada jugador tiene que tirarse el pedo más fuerte. Kumar y Harold accidentalmente dejan caer la hierba en el inodoro y se lanzan a correr fuera del servicio. 
Cuando llegan fuera de la carretera, Kumar va a orinar en los arbustos. Un hombre extraño se acerca por la derecha hacia Kumar y orina a su lado (el hombre lo reta a un juego de ping-pong pero Kumar, temiendo que no es muy bueno en el juego, se niega). Confundido, Kumar regresa al carro, el cual sin que ellos sepan, carga ahora un mapache. Harold y Kumar no se dan cuenta del mapache hasta que éste ataca a Harold. Insistiendo que debe tener rabia, Harold obliga a Kumar a conducir hasta un hospital para ser tratado. Cuando están allí, concluyen que Harol no está rabioso e intentan robar marihuana medicinal. Esta visita al hospital tiene el inconveniente de que el padre y el hermano de Kumar están allí, descontentos de ver que Kumar está cada vez más lejos de alcanzar la profesión médica. Kumar se disculpa y les da un abrazo. Lo que realmente quiere es sacar una de las tarjetas de acceso que ellos cargan y usarla para conseguir marihuana. Mientras están buscando marihuana, son confundidos con doctores y obligados a ir a una sala de operaciones para practicar cirugía a un hombre herido. Después del fallido intento de convencer a la enfermera que necesitan marihuana para anestesiar al paciente, Kumar hace una cirugía impecable en el paciente. Después que el paciente vuelve en sí, Kumar le pregunta cómo llegar al White Castle más cercano.
Harold y Kumar ven a María fuera de un teatro. Mientras Kumar intenta llamar la atención de María, Harold entra en pánico y presiona el acelerador. El carro queda fuera de control, terminando en un terraplén de madera y con un neumático pinchado. Puesto que Harold no tiene repuesto, tienen que aceptar la ayuda de un conductor de un remolque llamado Freak Show (algo así como "El Raro"). Freak Show es un tipo horrible cuya cara y cuello están cubiertas de acné. Mientras reparan el neumático, Freak Show lleva a Harold y a Kumar a su casa, invitándolos a tener sexo con su esposa. Increíblemente, la esposa de Freak Show es muy atractiva, y se acerca a ambos para ofrecerles sexo oral. Sin embargo, antes de que algo ocurra, Freak Show regresa, olvidando su oferta anterior y amenazando a Harold y Kumar. Cuando ellos le recuerdan de su propuesta, Freak Show sugiere un cuarteto, haciendo que Harold y Kumar escapen, prometiendo nunca hablar del incidente de nuevo.
De regreso a la carretera, recogen a Neil Patrick Harris, quien ha estado tomando éxtasis, robándoles el carro, después que los dos se distraen con algunos hooligans quienes están atacando un camarero hindú y participando en kayaking extremo. Después de caminar un largo recorrido llegan a un teléfono y Harold es enviado a prisión después de un malentendido con un policía claramente racista. En prisión, Harold se encuentra con un hombre negro de edad mediana arrestado por el mismo policía quien lee el ensayo La desobediencia civil de Henry David Thoreau; el hombre le dice que no se enoje pues el universo tiende a equilibrarse por sí mismo. Kumar llama los policías con una historia falsa de un tiroteo en el área, a la cual responden. Luego procede a sacar a Harold de la estación de policía. Pero antes reconoce alguna hierba.
Poco después de haber escapado, Harol y Kumar fuman algo de la hierba y comienzan a correr hacia el bosque. Pero Harold queda inconsciente después de caer en la huida y sueña estar teniendo sexo con María. Luego se despierta con Kumar encima de él. Van a una tienda para encontrarse con los hooligans, quienes se burlan de ellos. Los hooligans lanzan una pelota de plástico sobre la frente de Harold ocasionándole una cicatriz. Pero recordando las palabras del hombre negro acerca del universo y su equilibrio, deciden que la esperanza no está perdida. Ellos regresan la burla recogiendo las llaves olvidadas de la camioneta Ford Bronco de los hooligans y la roban. Luego se dan cuenta de que los hooligans no hacen más que fingir cuando un casete en el vehículo revela que les gusta las baladas románticas cantadas por mujeres.
Después de robar la Bronco son perseguidos por un policía que está detrás de los hooligans, causándoles casi irse por un precipicio. Cuando alcanzan a ver White Castle, toman un deslizador del techo del jeep y escapan de la policía. En White Castle, Neil Patrick Harris se disculpa y ofrece pagarles por la comida como acto de paz por haber robado su carro. Después de comer, Kumar reflexiona acerca de todo lo que les ocurrió y concluye que hará una nueva entrevista en la escuela. Mientras tanto, Harold ve a sus compañeros de oficina yendo hacia White Castle. Aparentemente han estado toda la noche con dos mujeres. Sintiéndose confiado, Harold les dice que nunca más hará el trabajo de ellos y los amenaza con contarles a todo el mundo que han contraído gonorrea por las prostitutas; terminando con cualquier posibilidad que tuvieran con sus amigas.
Al regresar al apartamento, Harold decide visitar a María y la besa. Ella le cuenta que se va de viaje a Ámsterdam. Kumar intenta convencer a Harold de ir a Ámsterdam porque hay "algo" (marihuana) que es legal allá. En las noticias descubren que dos hombres están siendo buscados por las autoridades. Los retratos hablados corresponden a un asiático con ojos rasgados y un sikh con un turbante.

## Personajes
- John Cho como Harold Lee, segunda generación de coreano estadounidense que trabaja en un banco de inversiones.
- Kal Penn como Kumar Patel, un estudiante de medicina indio estadounidense y el mejor amigo de Harold.
- Paula Garcés como María, chica hispana en quien Harold está interesado.
- The Xtreme Sports Punks, un grupo de americanos quienes molestan a Harold, Kumar y otros asiáticos viviendo en el barrio.
- Eddie Kaye Thomas como Rosenberg y David Krumholtz como Goldstein, amigos judíos de Harold y Kumar.
- Siu Ta como Sindy Kim, amiga coreana de Harold.
- Anthony Anderson como el empleado de Burger Shack Employee, hombre negro que ayuda a Harold y Kumar.
- Christopher Meloni como Freak Show, religioso, conductor de camiones, mecánico, cantante blanco de góspel.
- Malin Akerman como Liane, esposa de Freak Show.
- Dov Tiefenbach como Bradley Thomas (estudiante hippie), vendedor de drogas en Princeton.
- Kate Kelton como Christy y Brooke D'Orsay como Clarissa, estudiantes de Princeton con acento británico.
- Sandy Jobin-Bevans como Oficial Palumbo, policía racista.
- Neil Patrick Harris, famoso por Doogie Howser, M.D., en la película hace de sí mismo en su versión de drogadicto mujeriego.
- Gary Anthony Williams como Tarik Jackson y Gary Archibald como Nathaniel Brooks, dos hombres negros, el primero un profesor en Rutgers, el segundo un abogado.
- Errol Sitahal como Dr. Patel, padre de Kumar.
- Shaun Majumder como Saikat Patel, hermano de Kumar.
- Ryan Reynolds como Enfermero, trabaja en el mismo hospital del padre y el hermano mayor de Kumar.
- Ethan Embry como Billy Carver, ejecutivo de negocios y jefe de Harold.
- Robert Tinkler como J.D., compañero de Billy.
- Jamie Kennedy como Tipo tonto, hombre que orina al lado de Kumar.

## Estereotipos y racismo
Como lo describe Asian Week, Harold and Kumar hacen el papel de las minorías en un viaje de carretera. La película examina la discriminación racial y el estereotipo, aunque no muy profundamente para no estropear la comedia. Otro artículo de Asian Week hace notar la poca taquilla de la película preguntándose si en algo influyó el que fuera protagonizada por dos asiáticos.
Harold dice que tiene constantemente que enfrentar el estereotipo del "inteligente y nerd asiático oriental" pero teme ser llamado un "twinkie" por sus amigos coreanos. Un "twinkie" es una referencia a la marca de comidas Twinkie, "amarilla por afuera, blanca por adentro".
Kumar, a pesar de sus increíbles puntuaciones en el examen de admisión MCAT, se niega a ir a la Escuela de Medicina como su familia lo desea, explicando que "sólo porque lo tienes grande no significa que tienes que hacer porno".
Rosenberg y Goldstein son la contraparte judía de Harold y Kumar. Rosenberg usa un yarmulke, fuman hierba en un shofár y hablan con acento yidis.
También se muestra racismo en las manos de la policía local. Cuando Harold cruza la calle para usar un teléfono, un policía blanco le da una multa sin escuchar que Neil Patrick Harris ha robado su automóvil. Después de una pequeña discusión y golpeando al policía accidentalmente Harold es llevado a la estación de policía local donde su compañero de celda Tarik, un profesor de Rutgers ha sido acusado de robo, solamente por parecerse a la descripción de un afroamericano sospechoso de robo en Newark. Cuando Kumar hace el reporte falso de un tiroteo para sacar a Harold, el policía buscas otro sospechoso afroamericano quien estuvo lejos de casa en la escena del crimen. Al final de la película, Tarik y el otro afroamericano, Nathaniel, deciden archivar la demanda por discriminación contra la policía local cuando Palumbo protesta refiriéndose a Tarik y Nathaniel como darkies. Cuando las noticias muestran los retratos hablados de Harold y Kumar, el dibujo muestra un retrato racista y esterotípico de personas de China e India.

## Ubicación
El restaurante White Castle está en verdad ubicado en el (ahora cerrado) restaurante Swift Burger, en Caledon, Ontario, Canadá.
El White Castle en Cherry Hill es ficticio. En realidad, por lo menos cuatro White Castles hay a cinco millas a la redonda de Hoboken donde Harold y Kumar viven: Jersey City, Manhattan, Union City y North Bergen. Además, hay un White Castle localizado en Nuevo Brunswick, Nueva Jersey en la 680 de Sommerset Street. La película sugiere que hay pocos White Castles en Nueva Jersey. Hay de hecho, 23 tiendas en el estado.
Unas pocas escenas fueron filmadas en Mississauga y en Etobicoke, suburbios al occidente de Toronto.